# Sol Diez Minor
Sol Diez Minor este o scară minoră bazată pe Sol♯, constând din tonurile Sol♯, La♯, Si, Do♯, Re♯, Mi și Fa♯. Semnătura cheie are cinci diezi
Majoritatea sa relativă este si major. Paralelul său major, Sol Diez Major este de obicei înlocuit de echivalentul său enarmonic al La Bemol Minor, deoarece Solul major are un Fa dublu diez în semnătura sa, făcându-l nepractic de utilizat. La Bemol Minor, enarmonica sa, are șapte bemol, în timp ce Sol Diez Minor are doar cinci diezi; astfel Sol Diez Minor este uneori folosit ca minor paralel pentru La Bemol Major. (Aceeași situație enarmonică apare și cu clapele de re bemol major și do diez minor și, în unele cazuri, cu tonurile de sol major și fa Diez minor

## Scala acorduri de grad
Acordurile gradului de scară ale solului diez minor sunt:
Tonic – Sol diez Minor
Supertonic – ,La-Diez diminuat
Mediant – Si Major
Subdominant – Do Diez Minor
Dominant – Re Diez Minor
Submediant – Mi Major
Subtonic – Fa Diez Major

## Muzică în sol diez minor
În ciuda faptului că cheia este rar folosită în muzica orchestrală, altfel decât pentru modulare, nu este cu totul neobișnuită în muzica pentru claviatură, ca în Sonata pentru pian nr. 2 de Alexander Scriabin, care de fapt părea că preferă să scrie în ea. Dmitri Șostakovici a folosit cheia în a doua mișcare a celui de-al 8-lea cvartet de coarde, iar cea de-a patra mișcare lentă a Simfoniei a 8-a este, de asemenea, în această cheie. Dacă în muzica orchestrală se folosește Solul minor, compozitorii scriu, în general, instrumente de suflat Si♭ în Si bemol minor enarmonic, mai degrabă decât La minor pentru a facilita citirea muzicii (sau instrumentele A sunt folosite în schimb, oferind o tonalitate transpusă de si minor).
Puține simfonii sunt scrise în sol diez minor; printre ele se numără Simfonia a 17-a a lui Nikolai Myaskovsky, Simfonia în sol diez minor a lui Elliot Goldenthal (2014) și o lucrare abandonată de juvenilia de Marc Blitzstein.
Menuetul din Sonata pentru pian în mi bemol major, op. 44 ("The Farewell") de Jan Ladislav Dussek este în sol diez minor.
Frédéric Chopin a compus o Poloneză în sol Diez minor, op. post., în 1822. Studiul său nr. 6, prima mazurcă din op. 33 și al 12-lea preludiu din cele 24 de preludii, op. ascuțitul minor de asemenea.
Modest Mussorgsky a scris mișcările, „The Old Castle” și „Bydło” (Vite), din Pictures at an Exhibition în sol minor.
„La bell” a lui Liszt din Grandes études de Paganini este în sol diez minor.
Sonata a doua pentru pian, „Sonata-Fantasy”, op. 19, a lui Alexander Scriabin, este în sol diez minor.
„Scarbo” al lui Maurice Ravel din Gaspard de la nuit (1908), este în sol diez minor.
Sibelius a scris mișcarea lentă a Simfoniei a III-a a sa în sol diez minor.
Bach a scris, de asemenea, mișcările, „Preludiu și fugă nr. 18”, din ambele cărți ale Clavei bine temperate, care este și în sol diez minor; ambele mișcări din Cartea 1 se termină cu o terță picardică, utilizând un Si Diez în acordul final Sol Diez Minor